# Голуб, Мирослав
Мирослав Голуб (чеш. Miroslav Holub, 13 сентября 1923, Пльзень — 14 июля 1998, Прага) — крупнейший чешский поэт, переводчик, публицист.

## Биография и творчество
В 1943 был отправлен нацистами на принудительные работы. После войны закончил Карлов университет (1953), по профессии — иммунолог. Сотрудник Института клинической и экспериментальной медицины в Праге, несколько лет работал и преподавал в США.
Как поэт дебютировал в 1947. Получил известность в середине 1950-х годов как член литературной группы журнала Květen (Май). Его поэзия повседневности, в которой он ориентировался на У. К. Уильямса и образцом которой стала уже первая книга «Дневное дежурство» (1958), противостояла догмам соцреализма. В 1970-е годы практически не публиковался. С 1994 — шеф-редактор журнала Новая реальность.
Переводил поэзию с польского и английского языков.

## Книги

### Стихотворения
- Дневное дежурство/ Denní služba (1958)
- Ахиллес и черепаха/ Achilles a želva (1960)
- Букварь/ Slabikář (1961, переизд. 1964)
- Иди и открой дверь/ Jdi a otevři dveře (1961)
- Совершенно бессистемная зоология/ Zcela nesoustavná zoologie (1963)
- Так называемое сердце/ Tak zvané srdce (1963)
- Куда течет кровь/ Kam teče krev (1963)
- Анамнез/ Anamnéza (1964, избранное)
- По крайней мере/ Ačkoliv (1969)
- Бетон/ Beton (1970)
- Události (1971)
- Naopak (1982)
- Интерферон/ Interferon čili o divadle (1986)
- Сагиттальное сечение/ Sagitální řez (1988, избранное)
- Синдром исчезающего легкого/ Syndrom mizející plíce (1990)
- Оно летело/ Ono se letělo (1994, стихи и воспоминания)

### Проза
- Anděl na kolečkách (1963, переизд. 1964, 1965, 1967)
- Три шага по земле/ Tři kroky po zemi (1963)
- Жить в Нью-Йорке/ Žít v New Yorku (1969)
- Poe čili údolí neklidu (1971)
- K principu rolničky (1987)
- Демон Максвелла/ Maxwellův démon čili o tvořivosti (1989)
- Nepatrně (1989)
- Skrytá zášť věků (1990)
- O příčinách porušení a zkázy těl lidských (1992)
- Лампа Аладина/ Aladinova lampa (1996)

## Признание
Стихи Голуба переведены на многие языки мира, включая турецкий. Особенно активно они переводились на английский, причем оказывали при этом влияние на английскую поэзию (Тед Хьюз).
Именем поэта назван астероид 7496.

## Публикации на русском языке
- Стихотворения в переводах Александра Грибанова